# Alt-Blankenburg
Die Straße Alt-Blankenburg ist die älteste Straße im 1375 erstmals urkundlich erwähnten Ort Blankenburg. Damals noch nördlich weit vor Berlin gelegen, führte die Heerstraße, vom Prenzlauer Tor in Berlin kommend über Heinersdorf durch Blankenburg und weiter nach Karow und Buch.

## Lage im Ortsteil
Innerhalb der Ortschaften wurde die Uckermärker Heerstraße nach Ausbau der Ortschaften (so auch im Vorort Blankenburg) als Dorfstraße genannt. 1920 wurden bei der Bildung Groß-Berlin viele dieser Dorfstraßen bei der Eingemeinden der Vororte zu mehrdeutigen Namen innerhalb der Gesamtgemeinde Groß-Berlin. Wie bei anderen Ortsteilen wurde durch den Vorsatz des Präfixes „Alt-“ zum Ortsnamen am 11. Mai 1938 der Straßenzug in Alt-Blankenburg umbenannt. Wie vorher die Dorfstraße liegt Alt-Blankenburg zwischen Schäferstege und der Bebauungsgrenze an der Georgenstraße. Mit der Trasse von der Krugstege als Hauptstraße zwischen Priester- und Krugstege in dem Karower Damm hinein und dem Westabschnitt besteht die so benannte Straße aus zwei optisch unterschiedenen Teilen. Ein westlicher Ringabschnitt ist dörflicher. Die zweigeteilte östliche Straßenführung umschließt den Standort der um 1240 aus Feldsteinen errichteten Dorfkirche und den Dorfanger mit altem Baumbestand. Durch die Ausrichtung des Dorfangers an der Kirche führt der Straßenlauf in Ost-West-Richtung. Im Norden der preußischen Hauptstadt ist die Trassierung vor und nach dem Ortskern nord-süd-orientiert.

## Straßenland
Das Gehöft auf der Katasterfläche Alt-Blankenburg 11/14 gehörte wohl durchgehend dem Dorfgründer Krüger, dessen Familie den Lehnschulzen stellte. Die Sackgasse am Westende der Straße steht im Zusammenhang mit dem am westlichen Dorfanger ins Rittergut einbezogenen Flächen oder Bauernhöfen. Im Bereich Alt-Blankenburg 1–9 lag im 14. bis 17. Jahrhundert das Rittergut der aus Mecklenburg kommenden Adelsfamilie Roebell, die Gerichtsbarkeit lag dagegen bei Berliner Kaufleuten. Entsprechend ist der westliche Straßenabschnitt mit der Feuerwache am Ende eine gepflasterte Straße und als Einbahnstraße und 30er-Zone markiert. Der westliche Anschluss als Durchfahrt zur Schäferstege ist gar unbefestigt und ebenfalls mit der Straßennummer 40056 als Alt-Blankenburg benannt. Diese erfassten 770 Meter Straßenland im Berliner Straßenverzeichnis sind nicht kategorisiert (StEP-Klasse V). Davon sind wiederum 730 Meter nach OKSTRA als Gemeindestraße eingeordnet und unterstehen dem Tiefbauamt Pankows, während die knapp 40 Meter Durchgang zur Schäferstege in Klasse N (nicht mit kommunaler Anforderung an die Straßenausführung) klassifiziert sind. Die zur Klasse II (Übergeordnete Straßenverbindungen) gehörende Fahrbahn der Hauptstraße südlich und nördlich der Kirche – ein Einbahnstraßensystem im Gegenuhrzeigersinn – mit 525 Metern ist eine alphaltierte (2015 sanierte) Straße mit einer Breite von 6–7 Meter Breite. Gehwege liegen am Außenrand der Fahrbahnteile. Die 525 Meter der Klasse II teilen sich in 230 Meter der zweispurigen Fahrbahn zwischen Gernroder / Jungbornstraße und Georgenstraße in den Karower Damm übergehend. Die nördliche Fahrbahn zwischen Priester-/ Krugstege und Jungbornstraße hat eine Länge von 320 m ebenso die südliche zwischen Krugstege und Gernroder Straße mit 320 Meter lang. Die Hauptstraße besitzt durchgehend einen Fahrstreifen und daneben jeweils eine Radweg und am Gehweg einen Parkstreifen. Allerdings liegen vor der Priesterstege auf der Nordfahrbahn (ohne gesonderten Radweg und Parkspur) 100 Meter Busspur als Halte-, Aufstell- und Endplatz der Buslinien. Durch die Straße fahren die beiden Buslinien 150 und 158, wobei die Linie 158 hier einen Endpunkt hat, die Buslinie 154 endet hier zeitweilig. Neben der Kirche liegt ein Parkplatz von 1600 m², die folgende Innenfläche ist Grünanlage mit einigen Bäumen. Bäume stehen auch auf Grünstreifen an der Südbahn, wo sich eine weitere Bushaltestelle mit Wartehalle befindet. Zwei Fußgängerüberwege mit Zebrastreifen in Höhe Grundstück 25 und 26 zur Kirch-, Park-, Grünfläche des (östlichen) Dorfangers erleichtern das Überqueren von Alt-Blankenburg. In den 2010er Jahren erfolgte eine Instandsetzung wie in anderen Ortsteilen mit Sondermitteln des Senats. Weitere Bauarbeiten erfolgten 2015.

## Grundstückssituation
Die Straße ist an der Nordseite mit den ungerade nummerierten Grundstücken 1–69a und südlich vom 2–70 bestanden, darunter befinden sich auch geteilte Grundstücke. Teilweise wurden auf geteilten Grundstücken zusätzliche Wohngebäude errichtet.
Im letzten Viertel des 19. Jahrhunderts entstanden einige Bauernhäuser und Gehöfte in Alt-Blankenburg. So ist die Dorfanlage mit Alt-Blankenburg 3–69 und 6–70 sowie Nachbargebäude der Garten-, Gernroder und Jungbornstraße als Ensemble in der Berliner Denkmalliste aufgenommen. Die an der Straße liegenden Wohnhäuser mit Scheune und Einfriedung, teilweise mit Stall oder Einfriedung sowie gesamte Hofanlagen, die in den Jahren 1880 bis nach der Jahrhundertwende 1900 entstanden sind detaillierter als Einzelobjekte des Ensembles eingetragen. Das betrifft auswahlweise die Gebäude auf Alt-Blankenburg 6/8 (1899), 14 (1881/1882), 13/15 (1885), das Küster und Schilhaus Nr. 17 (1876), Wohnhaus 23 (1878), 25 (1874), Wohnhaus und Altenteil 27/29 (um 1886), 30 (1892), 31/33 (1902), 32/34 (1901), 48 (1895), 70 (um 1890), die Miets- und Wohnhäuser 11 (1910), 16 (1879), 20 (um 1900), 21 (um 1930), 22/24 (1901), 38 (1910) und weitere Gehöfte. Besonders zu benennen ist die Feuerwache (Nr. 9 aus 1927), 12a das Landwarenhaus von 1959 und vorrangig die Evangelische Dorfkirche aus den Jahren 1246/1255 mit dem anliegenden Dorfkirchhof (Pfarrhaus Alt-Blankenburg 17) und der Einfriedung. Die Bauernhöfe Blankenburgs lagen an der Nordseite der Dorfstraße und erstreckten sich mit den Bauerngärten zur Gartenstraße, wobei von dieser Siedlungshäuser auf den Grundstücken errichtet sind. Am Ostende wurden Mitte der 2010er Jahre die Neubauhäuser Alt-Blankenburg 69–69d und 67b und 67c errichtet.
Am Westende zur Seniorenanlage hin wurden Teile des Gutsgeländes (seit 1882 Rieselgut der Stadt Berlin) als Gewerbegebiet umgestaltet. Die Blankenburger Gaststätten befinden sich an der Straße und auch wesentliche Einrichtungen des Ortsteils liegen zentral an Alt-Blankenburg.

## Entwicklungen
Während „Blankenburg (Kreis Niederbarnim)“ als entlegenerer Vorort Berlins in den Adressbüchern bis 1921 nicht aufgenommen ist, wird die Straße als Dorfstraße erstmals im Adressbuch 1922 aufgenommen. Die Nummerierung erfasst zu diesem Zeitpunkt die Grundstücke der Südseite von der Triftstraße mit Dorfstraße 1 (Eigentümer: Gastwirtin Ecke) bis 8 an der Georgenstraße/Karower Damm, unterbrochen von der Gernroder Straße zwischen 6 und einem Holzplatz neben 6a. In Hufeisennummerierung sind 9–10b zur Jungbornstraße, 11 und 11a–16 zur Triftstraße (seit 1926 südlich als Krug-, nördlich als Priesterstege benannt) und weiter mit 17, 18 zum Gutshof (19/20). Vom Privatweg zum Gut (seit 1928 Schäferstege) befinden sich südlich noch die Privathäuser des Gärtnereibesitzers C. Neubauer (21) und des Landwirts O. Neubauer (22), gefolgt vom Mietshaus 23 (elf Mieter), 24 Privathaus von Landwirt Müller und 25 ein Acht-Parteien-Mietshaus des Rentiers Giese zurück zur Triftstraße. Die weitere Entwicklung kann auf dem Blatt 4424 des Landeskartenwerks eingesehen werden. Besonders ist die Umstellung von Hufeisen- auf Orientierungsnummerierung anlässlich der Umbenennung von Dorfstraße in Alt-Blankenburg aus dem Jahre 1938 zu erkennen.